# Tomáš Hertl
Tomáš Hertl (ur. 12 listopada 1993 w Pradze) – czeski hokeista, reprezentant Czech.
Jego brat Jaroslav (ur. 1989) także został hokeistą.

## Kariera
- Slavia Praga U18 (2007-2009)
- Slavia Praga U20 (2009-2011)
- Slavia Praga (2011-2013)
  -  Slovan Ústečtí Lvi (2012)
- San Jose Sharks (2013-)
- Worcester Sharks (2014/2015)

Wychowanek Slavii Praga. W KHL Junior Draft w 2012 został wybrany przez Siewierstal Czerepowiec z numerem 14. Miesiąc później w drafcie NHL z 2012 został wybrany przez San Jose Sharks z numerem 17. Rozegrał jeszcze sezon 2012/2013 czeskiej ekstraligi, po czym w czerwcu 2013 został zawodnikiem San Jose Sharks. W lidze NHL zadebiutował w sezonie 2013/2014 3 października 2013 uzyskując asystę w meczu. W drugim spotkaniu dwa dni później, 5 października, strzelił dwa premierowe gole w NHL w meczu przeciwko Phoenix Coyotes, w tym drugi zwycięski w meczu. W trzecim meczu, 8 października 2013 dokonał wybitnego wyczynu strzelając cztery gole przeciwko New York Rangers (9:2). W meczu piątym nie punktował, zaś w szóstym zdobył gola już w 55. sekundzie spotkania przeciw Ottawa Senators, lecz nie dokończył meczu z powodu kontuzji barku. W czerwcu 2016 przedłużył kontrakt z klubem o dwa lata.
Uczestniczył w turniejach mistrzostw świata edycji 2013, 2014, 2015, 2022.

## Sukcesy
Reprezentacyjne
- Brązowy medal mistrzostw świata: 2022

Klubowe
- Złoty medal mistrzostw Czech do lat 18: 2010 ze Slavią Praga U18
- Brązowy medal mistrzostw Czech: 2013 ze Slavią Praga

Indywidualne
- Ekstraliga czeska w hokeju na lodzie (2011/2012):
  - Pierwsze miejsce w klasyfikacji kanadyjskiej wśród juniorów: 25 punktów
  - Najlepszy pierwszoroczniak sezonu
- Mistrzostwa Świata Juniorów w Hokeju na Lodzie 2012/Elita:
  - Jeden z trzech najlepszych zawodników reprezentacji
- Ekstraliga czeska w hokeju na lodzie (2012/2013):
  - Pierwsze miejsce w klasyfikacji kanadyjskiej wśród juniorów: 30 punktów
- Mistrzostwa Świata Juniorów w Hokeju na Lodzie 2013/Elita:
  - Jeden z trzech najlepszych zawodników reprezentacji
- NHL (2013/2014):
  - Najlepszy pierwszoroczniak miesiąca - październik 2013